# Liste der Metropoliten von Rhodos
Die folgenden Personen waren Metropoliten von Rhodos:
- Photin (284–305)
- Efrosin (305–325)
- Hellanodik (431–)
- Johannes I. (449–454)
- Agalit (455–459)
- Issania (513–528)
- Theodosij I. (553–)
- Isidor (680–681)
- Leon I. (783–801)
- Theofan (814–832)
- Nil I. (833–)
- Michael (–858 und 868–879)
- Leontij (858–868 und 879–)
- Theodor (997–)
- Johannes II. (1070–1100)
- Nikifor (1147–1156)
- Leon II. (1166)
- Johannes III. (1166–)
- Theodul (1256–1274)
- Georgios (1256)
- Johannes IV. (1350–1355)
- Nil II. Diasorenos (1355–1369)
- Andreas (1432–1437)
- Nafanail (1437–1439)
- Makarios (1450–1455)
- Nil III. (1455–1470)
- Mitrofanos I. (1471–1498)
- Mitrofanos II. (1498–1511)
- Jeremia I. (1511–1522)
- Klimik (1522–1523)
- Evfimios (1524–1525)
- Theodosios II. (1541–1548)
- Kallistos (1576–1594)
- Nikandros (1581)
- Paisios I. (1595–1603)
- Jeremia II. (1603–1604)
- Filofeos II. (1604–1610)
- Ignatius I. (1610–1612)
- Pachomios (1612–1637)
- Meletios I. (1637–1639)
- Paisios II. (1639–1643)
- Meletios II. (1643–1651)
- Grigorios I. (1651–1652)
- Nafanail II. (1652–1656)
- Joachim I. (1656–1676)
- Parfenios (1676–1691)
- Konstantin I. (1692–1702)
- Ignatius II. (1702–1722)
- Neofit (1722–1733)
- Jeremia III. (1733–1758)
- Kallinik I. (1758–1792)
- Agapios (1792–1811)
- Zacharia (1811–1823)
- Agapios (1823–1829) (erneut)
- Paisios III. (1829–1831)
- Mefodios (1831–1832)
- Paisios IV. (1833–1836)
- Kallinik II. (1836–1839)
- Jakob (1839–1856)
- Ignatius III. (1856–1861)
- Kirill I. (1861)
- Dorofeos (1862–1865)
- Sinesios (1865–1876)
- Germanos (1876–1888)
- Grigorios II. (1888–1893)
- Konstantin II. (1893–1900)
- Jerofeos (1900)
- Joachim II. (1900–1910)
- Veniamin (1912–1913)
- Apostol I. (1913–1924)
- Chrysostom (1924)
- Apostol I. (1924–1946) (erneut)
- Timofeos Evangelinidis (1947–1949)
- Spyridon (1951–1988)
- Apostol II. (1988–2004)
- Kirill II. (25. April 2004–heute)